# Hundoegger (Familie)
Die Familie Hundoegger, zeitweilig auch Hundögger geschrieben, lässt sich bis ins 18. Jahrhundert nach Tirol zurückverfolgen. Zu bekannten Mitgliedern der Familie zählen der Mediziner Ossip Hundoegger und dessen Tochter, die Musikpädagogin und Lehrerin der Tonika-Do-Lehre Agnes Hundoegger.

## Geschichte
Im 18. besaß die Familie Hundoegger einen bäuerlichen Hof in Tirol. Nach dem Tod des Eigentümers übernahm der ältere der männlichen Nachkommen den väterlichen Besitz, während der jüngere Bruder – um das Erbe nicht durch Teilung zu schmälern – in ein Kloster gesteckt wurde. Dieser jüngere Hundoegger rückte bald darauf aus dem Kloster aus, bekannte sich anschließend zum protestantischer Glauben und gründete eine Familie nahe Braunau. Von dort aus wanderte um 1820 ein Freundespaar, der Hutmacher Gottlieb Hundoegger und Theodor Zimmermann (gestorben 1847) nach Russland aus, wo sie sich in Sankt Petersburg niederließen und gemeinsam ein Unternehmen gründeten, die von der Firma Schunck, Souchay & Co. mit Sitz in Manchester initiierte Handelsfirma Th. Zimmermann & Co., wobei „Gottlieb Hundögger [als] Associe im Hause Ferdinand Zimmermann“ fungierte. Die beiden Freunde heirateten zudem über Kreuz: Gottlieb heiratete Theodors Schwester Friederike Zimmermann (geboren 1800), Theodor Zimmermann eine Schwester Gottliebs.
Gottlieb Hundoegger erkrankte jedoch schwer in St. Petersburg und deshalb mit der Hoffnung auf Genesung in einem milderen Klima nach Deutschland, wo er am 29. Oktober 1827 in der Stadt Celle seinem Leiden erlag. Er hinterließ laut einer Traueranzeige seines in St. Petersburg verbliebenen Freundes und Schwagers eine Witwe und zwei Kinder; Friederike Zimmermann und deren beiden nunmehrigen Halbwaisen Sophie und Ossip. Nach dem frühen Tod ihres Ehegatten zog Friederike mit ihren beiden Kindern nach Hannover, wo ihr „Bruder Carl Zimmermann ein elegantes Galanterie-Geschäft führte,“ die Firma Grotehen et Zimmermann in der Schmiedestraße 194, in der „kurze englische und französische Waaren“ angeboten wurden und die zugleich als Band- und Tapetenhandlung auftrat.
Ossip Hundoegger, später Chefarzt am Städtischen Krankenhaus in Hannover, heiratete „die Tochter des Freiheitskämpfers Georg Frank“, die neben weiteren Kindern die am 26. Februar 1858 in Hannover zur Welt gekommene, spätere Musikpädagogin Agnes Hundoegger gebar. Sie und ihre Geschwister wuchsen im „Hundoeggerschen Haus“ auf, das zu einem kulturellen Mittelpunkt wurde mit „großzügiger Gastlichkeit, gediegener Bildung und vor allem musikalischer Offenheit“ im Haus Calenberger Straße 17, während die verwitwete Friederike im nahegelegenen Haus Ernst-August-Straße 1 wohnte.
Agnes Hundoegger, die von ihrem Vater zwecks Besuchs der der Hochschule für Musik in Berlin als 16-jährige in Eigenverantwortung dort allein gelassen wurde, erwarb 1910 die Immobilie Alte Döhrener Straße 91 in der Südstadt von Hannover, die bis zu ihrem Lebensende 1927 in ihrem Besitz blieb und wo sie gemeinsam mit ihrer Freundin Alma Bräuer Begründerin der Tonika-Do-Lehre und unterrichtete.